# Demonax pumilio
Demonax pumilio là một loài bọ cánh cứng trong họ Cerambycidae.